# 蒙塔爾萬市

蒙塔爾萬市（西班牙語：Municipio Montalbán），是委內瑞拉的一個市，位於該國北部卡拉波波州，首府設於蒙塔爾萬，面積107平方公里，2007年人口23,712，人口密度為每平方公里220人。